# Mini & Maxi
Mini & Maxi van ser un duet artístic format per Karel de Rooij (Mini) i Peter de Jong (Maxi). El duet va actuar sota aquest nom de 1969 a 2017.

## Historial
El 1967 tots dos van fer una audició independent l'un de l'altre al Tom Mandersshow. Karel de Rooij va estudair al conservatori i tocava el trombó, Peter de Jong era pianista autodidacta. Al cap de dos anys van trobar-se amb Tom Manders. Posteriorment van tocar al Gert en Hermienshow. Van fer una improvisació amb èxit, davant el disgust de Gert, i van decidir continuar junts com a duo amb el nom de Mini i Maxi (anomenats així per l'extintor de la marca Minimax segons una entrevista, o després del mode mini segons una altra entrevista).
Durant quinze anys van actuar amb petits esquetxos, com l'espectacle Mini en Maxi show de 1981 i Clowns in Gloria del 1982 emesos al KRO, fins que van estrenar la seva primera representació teatral de ple dret Sprakeloos (Sense paraules) el 1984. pujar a l'escenari. L'espectacle va tenir un gran èxit i es va representar a tot el món inclosa la Unió Soviètica. Amb l'espectacle, el duet va obtenir el primer premi durant el Festival de Teatre de Canes, llavors conegut com a Festival Internacional du Café-théâtre de Cannes. El 1986 va seguir una producció televisiva Het Concert que es va emetre a AVRO. Mini & Maxi van rebre la Rose d'Or del Festival de Montreux per aquest programa el 1985.
En van seguir altres espectacles, com el programa de televisió de sis parts format per esquetxs Sorry del 1991, Scherzo el 1994 pel qual van rebre el Premi Nacional Cabaret Scheveningen i Split el 1998.
El 1999 van rebre el Premi Johan Kaart pels seus èxits en el camp de l'entreteniment teatral.
El 2001 van obrir el nou teatre Luxor a Rotterdam amb el seu espectacle City, que va atraure més de cent mil visitants. El 2001 van rebre el primer Premi Toon Hermans. El gener del 2002 van iniciar el seu espectacle 35 jaar theater, en el que van representar molts dels seus números especials dels seus espectacles a vegades llegendaris dels darrers trenta anys. El 2002 van haver d'aturar bruscament la gira, perquè Peter de Jong va patir una hèrnia de coll a causa d'una caiguda durant una actuació. Van indicar que mai no tornarien a actuar.
El gener del 2007, van aparèixer enregistraments del seu darrer programa, que va ser filmat pel pare de l'estrella musical Pia Douwes. A causa de l'hèrnia de coll de Peter de Jong, no es va poder fer una actuació en directe a TV, però l'actuació es va gravar.
Després de parar com a Mini & Maxi, De Rooij i De Jong van continuar actuant junts. Van estar a l'escenari el 2004 i el 2005 amb una posada en escena de Tot esperant Godot de Samuel Beckett a Het Nationale Toneel. Després de Tot esperant Godot, van tornar a pujar als escenaris junts el 2006, ara amb una posada en escena de The Sunshine Boys, una tragicomèdia sobre un duet de varietats que intenten actuar junts una vegada més després d'anys de lluita, i el 2009 a El malalt imaginari de Molière a De Utrechtse Spelen. En 2010 van actuar al ballet Don Quixot a Het Nationale Ballet com a Don Quixot i Sancho Panza. En 2013 van rebre el Blijvend Applaus Prijs (Premi a l'aplaudiment permanent) i el 2015 van tornar a escena amb el seu darrer espectacle NU!.

## Discografia

### Dvd's
| DVD al Top 300                             | Data d'aparició | Data de sortida | Posició | Setmanes | Comentaris |
| ------------------------------------------ | --------------- | --------------- | ------- | -------- | ---------- |
| Mini & Maxi - 35 jaar televisie en theater | 2004            | 18-09-2004      | 2       | 3        |            |
| Het beste van Mini & Maxi                  | 2007            |                 |         |          |            |
| Topvermaak met... - Mini & Maxi            | 2010            |                 |         |          |            |